# Nyctemera clathrata
Nyctemera clathrata là một loài bướm đêm thuộc phân họ Arctiinae, họ Erebidae.